# Kadero
Kadero és un llogaret del Sudan a uns 15 km al nord de Khartum on s'han trobat restes de cases, d'animals domèstics i ceràmica, i un cementiri del Neolític (vers 4000 aC) on s'han excavat unes 160 tombes (n'hi ha centenars) i on s'aprecia l'estratificació social amb la presència de molts objectes diferents entre els quals conquilles de la Mar Roja (a 300 km a l'est). Molts objectes són al Museu Arqueològic de Poznan.